# Берзиньш, Юрис
Ю́рис Бе́рзиньш (8 марта 1954, Рига, Латвийская ССР, СССР) — советский гребец, серебряный призёр Олимпийских игр. Мастер спорта СССР международного класса.

## Карьера
На Олимпиаде в Москве Юрис был рулевым в составе распашной четвёрки и со своим экипажем завоевал серебряную медаль.